# Relations entre l'Azerbaïdjan et le Kirghizistan

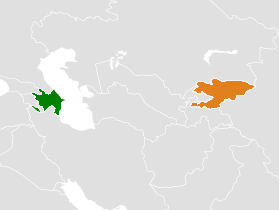

Les relations diplomatiques entre l'Azerbaïdjan et le Kirghizistan ont été établies le 19 janvier 1993.
Plus de 20 000 Azerbaïdjanais vivent au Kirghizistan et participent activement en tant qu'entrepreneurs et à la vie sociale du pays. Les principales colonies d'Azerbaïdjanais sont Talas, Bichkek et Kara-Balta. Le 16 mai 2007, l'ambassade d'Azerbaïdjan a été ouverte au Kirghizistan. 
Les cultures de l'Azerbaïdjan et du Kirghizistan ont des racines similaires en termes de religion, de traditions et de langue.

## Relations diplomatiques
La première réunion des présidents indépendants d'Azerbaïdjan et du Kirghizistan a eu lieu dans le cadre du premier conseil des chefs de la Communauté des États indépendants (CEI) en 1993.
Le 11 novembre 1996, les ministres des Affaires étrangères de l'Azerbaïdjan et du Kirghizistan ont signé un protocole de coopération.
La première visite du président du Kirghizistan en Azerbaïdjan a eu lieu en 1997, où 14 accords ont été signés, les plus notables étant l'accord d'amitié entre les républiques et la coopération des ministères de la justice des deux côtés. Par ailleurs, le groupe de travail spécialisé dans les relations interparlementaires a été créé.
En outre, le président du Kirghizistan Askar Akayev a visité la conférence de Bakou où la restauration de la route de la soie dans le cadre de TRACECA était activement débattue. En outre, un accord multilatéral de coopération sur le corridor Europe-Caucase-Asie a été signé.
En 2004, un pacte bilatéral de coopération dans le domaine militaire a été signé entre les ministères de la défense.
Le 3 octobre 2009, le président du Kirghizistan, Kourmanbek Bakiev, s'est rendu à Nakhitchevan pour un sommet des chefs des pays turcophones. Lors de cette réunion, le Conseil turc a été fondé.
Les 30 et 31 mars 2012, le président du Kirghizistan a effectué une visite de travail en Azerbaïdjan.